# George Alec Effinger
George Alec Effinger (10. ledna 1947, Cleveland, Ohio, USA – 27. dubna 2002, New Orleans, Louisiana, USA), byl americký spisovatel zejména z žánru sci-fi, autor desítek knih, z nichž některé byly vydány v českém překladu. Za některé ze svých prací získal prestižní ceny Nebula a Hugo.

## Životopis
Po absolvování střední školy nastoupil na univerzitu v Yale, ale studium medicíny se mu znelíbilo kvůli chemii. Přes svou první ženu Beverly (výtvarnice) se seznámil s rodinou spisovatele Damona Knighta a jimi povzbuzován začal psát. Používal zprvu řadu pseudonymů. Psal povídky pro různé časopisy a brzy, od roku 1971 získával různá ocenění, z nichž nejvyššími jsou Nebula a Hugo. Knih napsal přes 20 a několik povídkových sbírek. Byly to v naprosté většině SF, ale je autorem i dvou kriminálek. Je oceňován jako autor cyberpunku. Mnohé jeho práce se dočkaly zahraničního vydání, byly přeloženy i do češtiny (např. trilogie Marid Audran)
Byl vážně nemocný a úhrady za léčbu v nemocnicích mu pohltily většinu výdělků ze psaní.
Oženil se podruhé krátce před svou smrtí s Barbarou Hamblyovou. Zemřel v 55 letech.

## Vydané knihy, výběr
- What Entropy Means to Me, česky Co pro mne znamená entropie
- Death in Florence, česky Smrt ve Florincii
- Those Gentle Voices: A Promethean Romance, česky Ty něžné hlasy, Prométheovská romance
- The Wolves od Memory, česky Vlčí paměti
- 1985 The Nick of Time , česky Zlomek času
- 1986 The Bird of Time, česky Pták času
- Trilogie Maríd Audran
  - 1987 When Gravity Fails, česky roku 1997 Když přitažlivost selže
  - 1989 A Fire in the Sun, česky roku 1997 Oheň ve slunci
  - 1991 The Exile Kiss, česky vyšlo roku 1999 pod názvem Polibek vyhnanství

## Televizní adaptace
Série Planet of the Apes
- 1974 - Man the Fugitive
- 1975 - Escape to Tomorrow
- 1975 - Journey Into Terror
- 1976 - Lord of the Apes